# 즐거운 라디오 TBN
이관순의 즐거운 라디오 TBN은 TBN 대전교통방송(대전·세종·충청 FM 102.9MHz, 서산 FM 103.9MHz)에서 주말 아침 7시부터 아침 8시 52분까지 방송되는 대전과 세종 충청권 지역의 라디오 프로그램이다.

## 코너소개

### 매일
- 안전운전메모: 주말 아침 놓치기 쉬운 안전운전 상식 (도로교통공단 대전충남지부 이형규, 김효선 교수)

### 토요일
- 주간 핫 클릭 : 한 주간 인터넷에서 있었던 화제의 이슈들을 클릭해보는 시간.
- 세대공감 뮤직 올드&뉴 : 다시 불리는 노래에는 그럴만한 이유가 있다. 명곡의 재해석
- 오디오 세계여행 : 세계는 넓고 갈 곳은 많다. 라디오로 듣는 가보고 싶은 세계여행

### 일요일
- 해외토픽 이거 실화니? : 황당하고 재미있는 월드뉴스를 간추려서 소개
- 당신의 플레이리스트: 가슴속 나만의 플레이리스트를 꺼내보는 시간 (청취자 신청곡 코너)
- 방구석 시네마 : 주말에 즐길만한 홈 시네마 한편 소개 (전두리/문수연 리포터)